# Kozí chrbát (Góry Starohorskie)
Kozí chrbát (1330 m) – najwyższy szczyt Starohorskich Wierchów na Słowacji. Znajduje się na ich wschodnim końcu tuż nad przełęczą Hiadeľské sedlo oddzielającą go od Niżnych Tatr. Dopiero niedawno Starohorskie Wierchy oddzielone zostały od Niżnych Tatr w odrębny mezoregion, w wielu więc opisach Kozí chrbát’ zaliczany jest jeszcze do Niżnych Tatr.

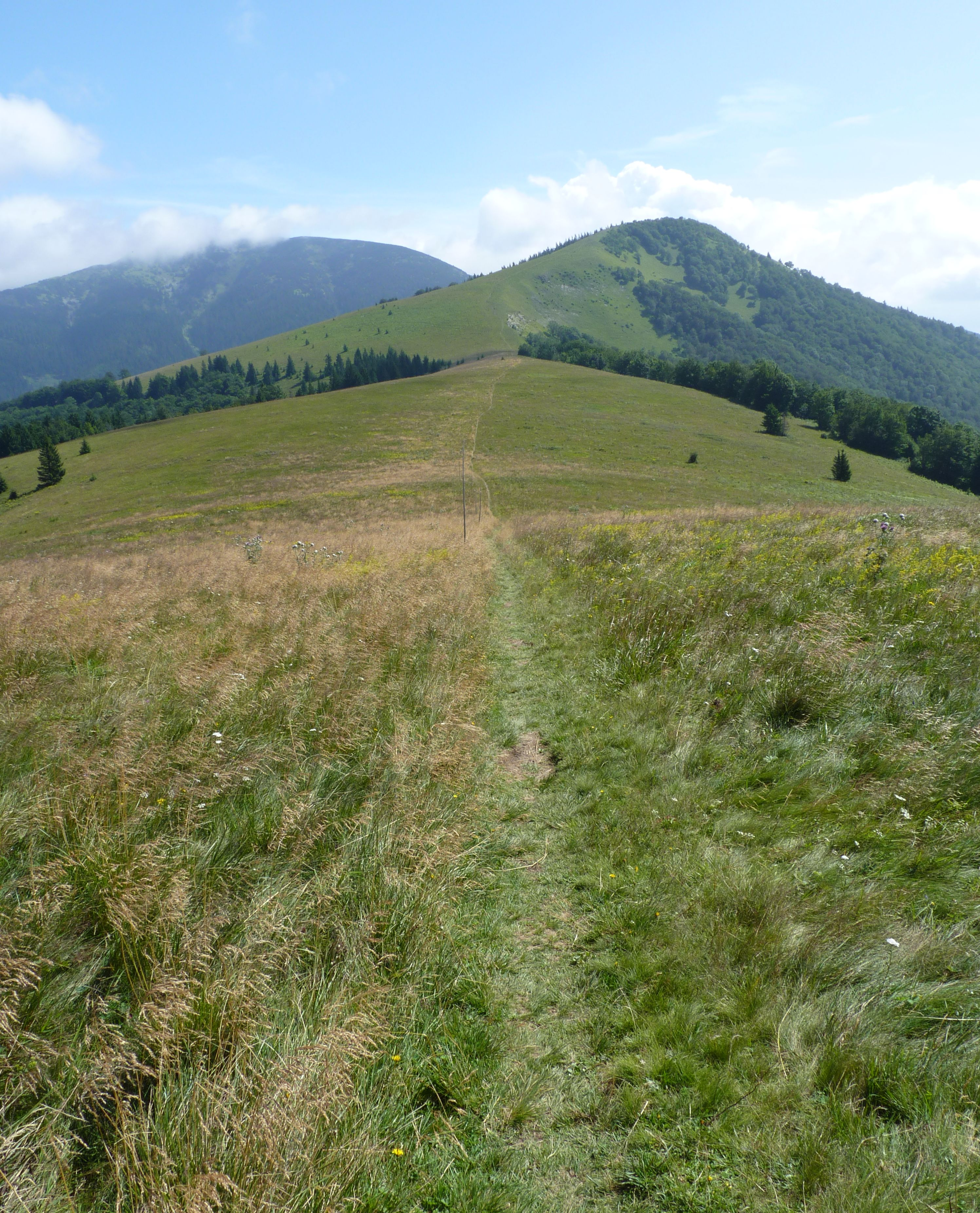
Ścieżka z Kečki na Kozí chrbát

Wschodnie stoki Kozíego chrbátu stromo opadają do przełęczy Hiadeľské sedlo (1099 m) i do dwóch opadających z niej w przeciwlegle strony dolin: Dolina Barboriná i Hiadeľská dolina, Względna wysokość szczytu nad tą przełęczą wynosi 231 m. Stoki zachodnie opadają do przełęczy Hadlanka (ok. 1150 m) (względna różnica wysokości około 180 m). Stoki południowe opadają do Uhliarskiej doliny.
Szczyt Kozíego chrbátu pokrywają dawne pasterskie hale, dzięki czemu rozciąga się z niego szeroka panorama widokowa obejmująca szczyty Niżnych Tatr, Rudawy Słowackie. Góry Kremnickie, pobliską Wielką Fatrę i Wielki Chocz. Trawiasty grzbiet ciągnie się od Kozíego chrbátu aż po zachodnie zbocza Kečki. Partie szczytowe Kozíego chrbátu zbudowane są ze skał wapiennych przykrywających skały krystaliczne. Dzięki temu charakteryzuje go bogata roślinność. Na północnych stokach opadających do doliny Barboriná utworzono rezerwat przyrody Kozí chrbát.
Kozí chrbát jest łatwo dostępny z ośrodka narciarskiego w miejscowości Donovaly oraz z Korytnicy-kúpele. Z miejscowości Donovaly jest dużo mniejsza różnica wysokości do podejścia. Przez szczyt prowadzi czerwony szlak będący odcinkiem szlaku Cesta hrdinov SNP. Istnieje możliwość obejścia szczytu Kozíego chrbátu po północnej stronie (szlak żółty). Traci się przez to najładniejsze i rozległe widoki, ale przydatne to jest np. podczas złej pogody, gdy wierzchołek i tak pozbawiony jest widoków.

## Szlaki turystyczne
Donovaly – Barania hlava – Bulovský príslop – Kečka – Hadliarka – sedlo Hadlanka – Kozí chrbát – Hiadeľské sedlo. Odległość 9,5 km, suma podejść 540 m, suma zejść 435 m, czas przejścia: 3:10 h, z powrotem 3 h
  sedlo Hadlanka – północne zbocza Kozíego chrbátu – Hiadeľské sedlo. Czas przejścia: 1.10 h, ↓ 1.15 h